# Memories...Do Not Open
Memories...Do Not Open là album phòng thu đầu tay của bộ đôi DJ người Mỹ The Chainsmokers. Album đã được phát hành vào ngày 7 tháng 4 năm 2017, thông qua hãng đĩa Disruptor và Columbia Records.

## Bối cảnh
Chris Martin của Coldplay đã đăng tweet đầu tiên về album, thúc giục The Chainsmokers xác nhận. Một buổi phỏng vấn bộ đôi DJ trên thảm đỏ được trình chiếu tại Giải Grammy đã hé lộ album sẽ có tựa đề là Memories...Do Not Open và sẽ được phát hành ngày 7 tháng 4, ngay trước khi họ bắt đầu chuyến lưu diễn cùng tên. Trong buổi phỏng vấn, Taggart đã do dự sau khi tiết lộ ngày phát hành album, trước khi hỏi Pall xem liệu anh có nên nói ra không. Taggart đã nói "Chúng tôi đã sẵn sàng. Chúng tôi đã có một album đầy đủ; nó sẽ thật sự tuyệt với. Nó sẽ được phát hành ngày 7 tháng 4, liệu tôi có nên nói điều đó không?" trước khi Pall đáp lại "Không, nhưng cũng không sao đâu".

## Các đĩa đơn
Đĩa đơn đầu tiên, "Paris", đã được phát hành ngày 13 tháng 1 năm 2017. Đĩa đơn này đã đạt cao nhất tới vị trí thứ 6 trên bảng xếp hạng Billboard Hot 100. Bài hát cũng tiếp tục nhận được nhiều chứng nhận doanh thu.
Đĩa đơn thứ hai, "Something Just Like This", là bài hát hợp tác với ban nhạc alternative rock Anh Quốc, Coldplay, được phát hành vào ngày 22 tháng 2 năm 2017, cùng với việc cho phép đặt trước album. Bài hát đạt cao nhất tại vị trí thứ 3 trên bảng xếp hạng Billboard Hot 100. Trong tuần của ngày 18 tháng 3 năm 2017, "Something Just Like This", "Paris", cùng với "Closer" cùng lúc nằm trong top 10 bảng xếp hạng Billboard Hot 100. The Chainsmokers đã trở thành nhóm nhạc thứ ba có ba bài hát cùng lúc lọt top 10.

### Đĩa đơn quảng bá
Một đĩa đơn quảng bá có tựa đề là "The One", được phát hành ngày 27 tháng 3 năm 2017. Bài hát là một bản ballad dựa trên đời sống cá nhân của bộ đôi DJ.

## Danh sách bài hát
| Tải kỹ thuật số  | Tải kỹ thuật số                                     | Tải kỹ thuật số                                                                      | Tải kỹ thuật số                           | Tải kỹ thuật số |
| STT              | Nhan đề                                             | Sáng tác                                                                             | Sản xuất                                  | Thời lượng      |
| ---------------- | --------------------------------------------------- | ------------------------------------------------------------------------------------ | ----------------------------------------- | --------------- |
| 1.               | "The One"                                           | Andrew Taggart Scott Harris Emily Warren Schwartz                                    | The Chainsmokers DJ Swivel                | 2:57            |
| 2.               | "Break Up Every Night"                              | Taggart Ben Berger Michael Kamerman Beau Kuther Ryan McMahon Ryan Rabin Sean Scanlon | The Chainsmokers Captain Cuts DJ Swivel   | 3:27            |
| 3.               | "Bloodstream"                                       | Taggart Matthew Holmes Philip Leigh Kane Parfitt Philip Plested Phoebe Holiday Ryan  | The Chainsmokers KIN Mac & Phil DJ Swivel | 3:44            |
| 4.               | "Don't Say" (hợp tác với Emily Warren)              | Taggart Schwartz Imad Royal Joni Fatora Brenton Duvall                               | The Chainsmokers DJ Swivel                | 3:48            |
| 5.               | "Something Just Like This" (với Coldplay)           | Taggart Chris Martin Guy Berryman Jonny Buckland Will Champion                       | The Chainsmokers DJ Swivel [ 12 ]         | 4:07            |
| 6.               | "My Type" (hợp tác với Emily Warren)                | Taggart Schwartz Brittany Marie Burton                                               | The Chainsmokers DJ Swivel                | 3:37            |
| 7.               | "It Won't Kill Ya" (hợp tác với Louane)             | Taggart Sam Martin A.S. Govere                                                       | The Chainsmokers DJ Swivel                | 3:37            |
| 8.               | "Paris"                                             | Taggart Kristoffer Eriksson Fredrik Häggstam                                         | The Chainsmokers DJ Swivel                | 3:41            |
| 9.               | "Honest"                                            | Taggart Audra Mae Butts Sean Maxwell Douglas                                         | The Chainsmokers DJ Swivel                | 3:28            |
| 10.              | "Wake Up Alone" (hợp tác với Jhené Aiko)            | Taggart Harris Schwartz                                                              | The Chainsmokers DJ Swivel                | 3:35            |
| 11.              | "Young"                                             | Taggart Taylor Bird Peter Hanna Sean Jacobs                                          | The Chainsmokers DJ Swivel                | 3:44            |
| 12.              | "Last Day Alive" (hợp tác với Florida Georgia Line) | Taggart Dan Reynolds Ido Zmishlany                                                   | The Chainsmokers DJ Swivel                | 3:34            |
| Tổng thời lượng: | Tổng thời lượng:                                    | Tổng thời lượng:                                                                     | Tổng thời lượng:                          | 43:19           |

| Tải kỹ thuật số – Các bài hát bổ sung trong phiên bản Nhật | Tải kỹ thuật số – Các bài hát bổ sung trong phiên bản Nhật | Tải kỹ thuật số – Các bài hát bổ sung trong phiên bản Nhật                  | Tải kỹ thuật số – Các bài hát bổ sung trong phiên bản Nhật |
| STT                                                        | Nhan đề                                                    | Sáng tác                                                                    | Thời lượng                                                 |
| ---------------------------------------------------------- | ---------------------------------------------------------- | --------------------------------------------------------------------------- | ---------------------------------------------------------- |
| 13.                                                        | "Closer" (hợp tác với Halsey)                              | Taggart Ashley Frangipane Shaun Frank Frederic Kennett Isaac Slade Joe King | 4:04                                                       |
| 14.                                                        | "Don't Let Me Down" (hợp tác với Daya)                     | Taggart Schwartz Harris                                                     | 3:28                                                       |
| 15.                                                        | "Roses" (hợp tác với Rozes)                                | Taggart Elizabeth Mencel                                                    | 3:46                                                       |
| Tổng thời lượng:                                           | Tổng thời lượng:                                           | Tổng thời lượng:                                                            | 54:37                                                      |